# 半田素麺
半田素麺（はんだそうめん）または半田手延素麺（はんだてのべそうめん）とは、徳島県美馬郡つるぎ町の半田地区（旧半田町）に伝わる素麺。ひやむぎと同程度の麺の太さや、「舌の上で麺がはねる」と言われるほどの腰の強さが特徴とされる。
「半田そうめん」として地域団体商標に登録されている。生産者によっては素麺を名乗らず「半田麺」として販売するものもある。

## 概要
四国三郎と呼ばれる吉野川の豊かな水流を利用した水運が盛んだった江戸時代に、当地の船頭たちが奈良の三輪地区から技術を持ち込んで冬場に素麺づくりを行うようになったのが始まりである。
この吉野川のもたらす肥沃な堆積物が小麦を育てると共に生産に欠かせない良質な水をもたらし、そこに吉野川と剣山に挟まれた山間に故に吹く寒風と合わさって素麺作りには好条件となっていることも半田で素麺作りが盛んになった要因の一つとされている。
三輪や播州、小豆島などの他の産地では手延べ素麺は1.3mm以下というのが一般的であるが、半田素麺は0.1mm～0.3mm太い28番手と呼ばれるものが標準となっており、そうめんとひやむぎとの中間ぐらいの独特の太さという特徴で知られている。かつて施行されていた『日本農林規格』の基準では、「ひやむぎ」「細うどん」の表示が可能な太さであり、「そうめん」という表記を行うことは認められていなかったが、伝統と地域性を考慮し、徳島県半田地区内で生産された手延べのもののみ特例で「半田そうめん」の呼称が認められていたとされる。ただし、2000年（平成12年）の『日本農林規格』では、手延べの乾麺については1.7mm未満の太さであれば「手延べそうめん」「手延べひやむぎ」の呼称を用いることができるとされており、2016年（平成28年）から現行の内閣府令の『食品表示基準』の区分でも踏襲されているため、現在では1.6mm程度の太さの乾麺であれば「手延べそうめん」と表示を行うことに問題は発生しない。
元々は生産者ごとに1束の容量をはじめとする商品規格が異なっていたが、知名度の向上などを図るために生産者が集まって「半田町手延素麺産地協議会」を結成した。1束を100gとする和紙包装で、商品名を「半田手延そうめん」とする商品規格の統一化が進められ、2004年（平成16年）4月には半田手延べそうめん協同組合が結成されることになった。